# Códice Boxer

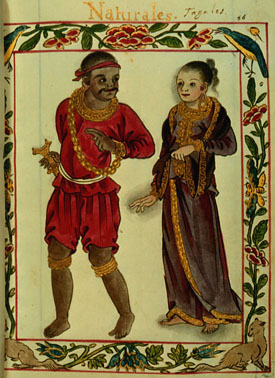
Un noble tagalo, de la clase maharlika.

El Códice Boxer, así llamado en honor del historiador Charles Ralph Boxer (1904 - 2000), especializado en el lejano Oriente de España y Portugal, es un manuscrito ilustrado escrito en torno al año 1595. Contiene 65 dibujos en color que muestran a indígenas filipinos vestidos con diferentes trajes regionales y 50 que muestran el trato entre españoles y filipinos. En concreto describe a las etnias tagala, bisaya, zambal, cagayán y negrita.
Se cree que lo mandó elaborar Luis Pérez Dasmariñas, militar español que gobernó Filipinas entre 1593 y 1596, hijo del también militar y gobernador de Filipinas Gómez Pérez Dasmariñas. Es probable que el manuscrito se escribiera durante su mandato. La técnica y el estilo de pintura, así como el género del papel, dan a entender que el pintor sería chino.
Uno de los primeros propietarios conocidos del códice fue el conde de Ilchester Giles Fox-Strangways. En 1947 pasó a poder de Charles Ralph Boxer. Actualmente este curioso manuscrito se conserva en la biblioteca Lilly de la Universidad de Indiana (Estados Unidos) y dispone de edición crítica.